# Эктон (Стаффордшир)
Эктон (англ. Ecton) — небольшая деревня в графстве Стаффордшир, Англия.

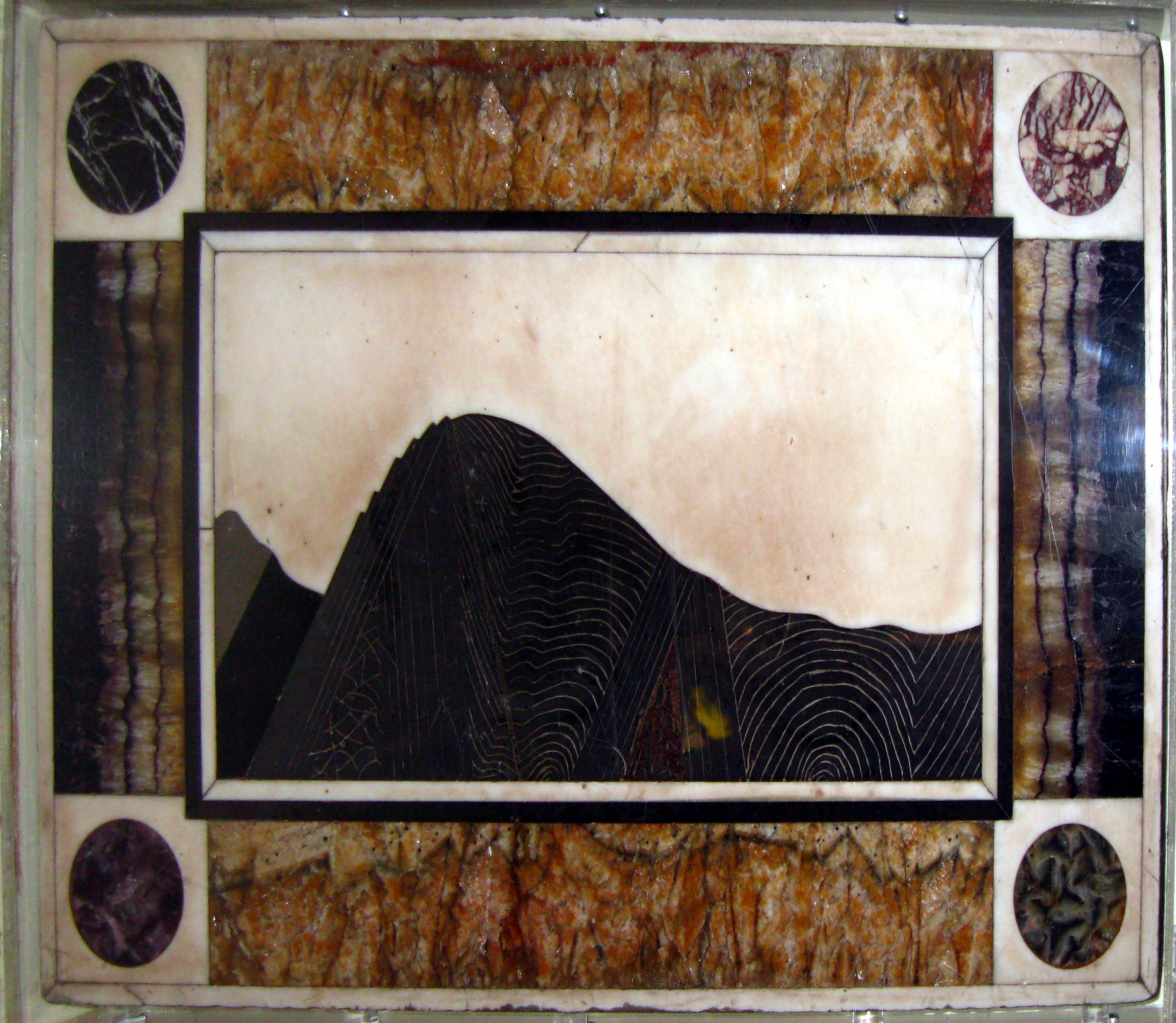
Изображение Эктон-хилл в разрезе, сделанное из эшфордского чёрного мрамора и «голубого Джона»

Рядом с Эктоном расположен Эктон-Хилл, предположительно используемый для добычи меди и свинца с XVI века. Герцог Девонширский сдавал его в аренду, пока в 1760 году четвёртый герцог не решил разрабатывать его своими средствами. В течение пятидесяти лет он стал богатейшим индивидуальным владельцем медного рудника в Англии, производя более шестидесяти тысяч тонн руды.
До 1769 года, пока герцог не открыл свои фабрики, руду отвозили на выплавку в Денби. Большая часть меди использовалась для изготовления латуни, но более трехсот тонн было поставлено военно-морскому флоту для защиты корпусов кораблей от червей.
К 1790 году в шахте было 400 рабочих — мужчин, женщин и детей, — производящих 4000 тонн в год. К 1800 шахта была практически выработана и герцог потерял к ней интерес; закрытие состоялось в 1891 году. Прибыль герцога составила почти треть миллиона фунтов.
Эктон обслуживается железнодорожной станцией, открытой 27 июня 1904 года.